# Рори Вилијамс
Рори Вилијамс (енгл. Rory Williams) измишљени је лик у британској научнофантастичној телевизијској серији Доктор Ху. Пошто је уведен на почетку петог серијала, Рори се придружује Једанаестом Доктору (Мет Смит) као сапутник средином серијала. Као вереник Ејми Понд (Карен Гилан), Рори је у почетку несигуран јер верује да Ејми потајно више воли Доктора. Касније се, међутим, показује да је сам по себи јунак и он и Ејми се венчавају. Њих двоје зачећу ћерку на Докторовом ТАРДИС-у док су били у временском вртлогу, али њихова беба је отета при рођењу. У епизоди „Добар човек иде у рат”, Рори и Ејми откривају да је њихова пријатељица путница кроз време Ривер Сонг (Алекс Кингстон) заправо њихова ћерка Мелоди Понд. Доктор и Ривер се венчавају у „Венчању Ривер Сонг”, а Рори постаје Докторов таст. У епизоди „Анђели заузимају Менхетн”, петој епизоди седмог серијала, он и Ејми су пребачени у прошлост од стране Уплаканих анђела, што је довело до одласка овог пара из серије.

## Појављивања

### Телевизија
Рори се први пут појавио у „Једанаестом часу” (2010) као медицински техничар на одељењу за кому и „нека врста дечка” нове сапутнице Амелије Понд (Карен Гилан). Шокиран је када је упознао Ејминог „измишљеног” пријатеља, „Отрцаног Доктора” − Једанаестог Доктора (Мет Смит), кога одмах препознаје из Ејминих прича из детињства. Две године касније, Ејми бежи уочи њиховог венчања да би отпутовала са Доктором, кога, на крају почетног раздобља путовања, покушава да заведе. Као одговор на ово, Доктор води Ејми и Рорија у Венецију 1580-их да поправе и ојачају њихову везу. На крају епизоде Рори им се придружује као сапутник. У „Ејмином избору”, у заједничком реалистичном сну где је он доктор ожењен трудном Ејми, он јој у самртном даху говори да се брине о њиховој беби због чега Ејми схвата колико га воли. Рори путује са Доктором и Ејми до средине серијала када га, у епизоди „Хладна крв”, убија Силуријанац пошто је спасио Доктора, а затим га упија пукотина у времену и простору, бришући га из постојања и из Ејминог сећања.
Следећи пут се појављује у епизоди „Отварање Пандорике”, као римски војник 102. године, али се открива да је заправо Отонац са Роријевим сећањима. Рори покушава да се бори са својим отонским програмирањем, али невољно пуца у Ејми. У последњој епизоди 5. серијала, „Велики прасак”, двојник Рори чува Ејми у застоју користећи футуристички затвор познат као Пандорика, добровољно је надгледајући скоро два миленијума. Постаје познат као „Последњи центурион”, чувајући Пандорику где год да је однесу. Отонац Рори помаже Доктору, Ејми и Ривер Сонг (Алекс Кингстон) да спасу универзум од праска који је изазвао пукотине у времену. Враћен на своју првобитни људски временски ток, али још увек имајући сећања на своје отонско постојање, Рори се жени Ејми. Њих двоје настављају да путују са Доктором који им дозвољава да оду на медени месец. Откривено је да су још увек на меденом месецу у серијалу Смрт Доктора из Авантура Саре Џејн, као и у божићном специјалу „Божићна прича”.
Премијерна епизода 6. серијала, „Немогући астронаут” (2011), почиње тако што Ејми и Рори живе на Земљи када их Доктор контактира путем писма да се нађу с њим у Америци. У Јути сведоче како Доктор умире у својој релативној будућности од руке мистериозног убице. У епизоди „Скоро људи” открива се да је Ејми отета и замењена Генџером – двојницом анимираном на стварној Ејминој свести – коју је Доктор дезинтегрисао пошто је закључи шта је у питању, баш када је права Ејми ушла у рад на тајној бази астероида названој „Димонс Ран”. Ејми рађа њихову ћерку Мелоди, између догађаја епизода „Скоро људи” и „Добар човек иде у рат”. Мадам Коваријан (Френсис Барбер) и Тишине планирају да је подигну као оружје против Доктора јер је рођена са способностима попут Господара времена. Обучен у свој центурионски оклоп, Рори се суочава са свемирском флотом Киберљуди да би сазнао где је Ејми и помаже Доктору да окупи војску да је спасе. Иако су Ејми и Рори узнемирени што нису успели да спасу Мелоди од отмице Мадам Коваријан, Ривер се појављује на врхунцу епизоде и открива Ејми и Рорију да је она њихова ћерка Мелоди. Епизода „Хајде да убијемо Хитлера” почиње откривањем да је Мелоди постала Ејмина и Роријева пријатељица из детињства, Мелс, како би једног дана могла да сретне и убије Доктора. Како је Ејми у почетку претпоставила да је Рори хомосексуалац због тога што га нису занимале друге жене, тинејџерка Мелс (Нина Таусент-Вајт) је била та која је обавестила Ејми о Роријевој наклоности. На Земљи 21. века, Мелс отима ТАРДИС и усмерава га у 1938. годину где ју је упуцао Адолф Хитлер (Алберт Велинг), након чега се регенерисалаа у Ривер Сонг. Сви су сазнали да је она нападач којег су видели да убија Доктора у својој будућности. На крају епизоде, они одлучују да пусте одраслу Ривер да сама направи пут у животу и наставе своја путовања.
За Рорија је истакнуто у епизоди „Девојка која је чекала” да је суочен са ужасним последицама које је путовање кроз време имало на верзију његове жене. У „Божјем комплексу”, он је једини из екипе ТАРДИС-а кога не лови створење које се храни вером због Роријеве рационалне природе и недостатка личне вере. Доктор на крају схвата опасности којој излаже своје пријатеље и враћа Ејми и Рорија на Земљу, поклањајући им кућу и аутомобил. Доктор их следећи пут види у „Времену затварања” неко време пошто их је напустио. Њих двоје се поново појављују у његовом животу када је Ривер створила алтернативну стварност одбијајући да убије Доктора. Они су сведоци како се Доктор оженио Ривер у алтернативном универзуму пре него што се вратио на устаљени ток догађаја где се чини да Доктор поново умире. Међутим, када се стварност повратила, посећује их њихова ћерка Ривер која им открива тајну да је Доктор још увек жив и да је варијанта њега која је умрла била двојник робот. Иако жели да свет верује да је мртав, Доктор се придружује Рорију и Ејми две године у њиховој будућности на божићној вечери у божићном специјалу „Доктор, удовица и орман”.
Прва епизода седмог серијала, „Уточиште Далека” (2012), рано открива да ће Ејми и Рори да се разведу. Далеци отимају Доктора да оде на задатак за њих, уз Рорија и Ејми на дан када треба да потпишу папире за развод брака јер знају да Доктор боље ради заједно са њима. Током задатка, Доктор планира помирење између њих двоје. Они разговарају о својим осећањима једно према другом. Открива се да је Ејми напустила Рорија јер је остала неплодна од епизоде „Добар човек иде у рат”, а знала је да он жели децу. Доктор након тога креће на спорадична путовања са њима. Откривено је да је Рори имао 31 годину у време епизоде „Диносауруси на свемирском броду”.
Поново му се придружују као стални сапутници пре своје последње пустоловине у епизоде „Анђели заузимају Менхетн”. У овој причи, Рори је послат назад у Њујорк из 1930-их од стране Уплаканих анђела где наилази на Ривер, а тамо га прате Доктор и Ејми где се више пута нашао као жртва Уплаканих анђела који га више пута нападају и премештају у простору и времену. Открива се да се налази у анђеоској „фарми батерија”, где намеравају да га заробе док не умре од старости. Рори се тамо чак сусреће са својом старијом варијантом на самрти. Ејми и Рори скачу са зграде да створе парадокс и уништавају Анђеле, али један преживљава и шаље Рорија назад у прошлост. Ејми је одлучила да дозволи да и њу врати у прошлост, а због огромног парадокса Доктор се никада не може поново наћи са њима. Са надгробног споменика сазнаје да је Рори умро у 82. години, а Ејми у 87. Епилог у виду мини-епизоде „П.С.” касније открива да су Рори и Ејми усвојили сина 1946. године и назвали га Ентони Брајан Вилијамс. Његово средње име је изабрано по Роријевом оцу Брајану коме је Рори послао писмо у истој епизоди, које му је доставио Ентони који је Брајанов унук, иако је старији од њега.

### Књижевност
Рори се појављује поред Доктора и Ејми у бројним причама о Доктору Хуу које се налазе у романима Новог низа авантура, поглављима из серијала 2у1, романима За брзо читање и изворним аудио-књигама.

### Аудио-драме
Дана 12. јуна 2020. године, издавачка кућа Big Finish Productions је објавила да ће Дарвил поновити улогу Рорија Вилијамса у Усамљеном центуриону − низу аудио пустоловина које приказују Роријеве две хиљаде година чувања Пандорике. Први том, Рим, објављен је у априлу 2021. године. Други том, Камелот, објављен је у фебруару 2022. године.

## Кастинг и карактеризација
За своју аудицију, Артур Дарвил је добио две сцене из прве епизоде и једну из шесте, али осим чињенице да је Рори био Ејмин дечко, није био обавештен о појединостима лика. Главни сценариста и извршни продуцент Стивен Мофат изјавио је да је оно што се издвајало на Дарвиловој аудицији било то „колико је само смешан”. Дарвил се осећао „повлашћено” да буде део серије и био је задовољан Роријевом причом. Дарвил је раније радио са Метом Смитом на представи под називом Пливање са ајкулама. Постао је члан главне поставе од „Боћићне приче”. Дарвил је „држао палчеве” да постане члан главне поставе.
Рори је био лик који је био „потпуно заљубљен” у Ејми, али Ејми је имала шта да ради у животу пре него што је признала да и она њега воли. Мофат је описао Рорија као некога ко је одрастао у „сенци” Ејминог измишљеног Доктора. Рори је због овога постао медицински техничар. Рори је на крају еволуирао у „неумног акционог јунака”. Говорећи о Роријевој карактеризацији у његовом првом серијалу, глумац Дарвил је осећао да је „споља гледао у овај свет од којег је очајнички покушавао да спасе Ејми”. Извршни продуцент Стивен Мофат намеравао је да има брачни пар на ТАРДИС-у „од почетка”. Дарвил је за брак пара изјавио да ће Ејми увек бити та која ће „носити панталоне”. Међутим, сматрао је да је Роријев брак спречио да се лик „осећа јако недостојно”. Што се тиче тога како се Рори променио између петог и шестог серијала, Дарвил је изјавио да се „његов осећај за пустоловину пробудио” и да му је пријатније са самим собом.

## Пријем
Роријеве честе смрти у серији биле су подложне критикама. Рецензент веб-сајта Digital Spy Морган Џефри је написао: „Један од кључних елемената Доктора Хуа је очигледно осећај опасности и дуготрајно присуство смрти, али Роријева поновљена умирања и васкрсења сада постају толико честа да се поређења са Кенијем из Саут парка чине готово неизбежна.” У рецензији за епизоду „Докторова супруга”, Нила Дебнат из новина The Independent је објавила да је „умор од Роријевих честих смрти сада званично наступио”. С друге стране, SFX је Рорију доделио треће место на листи 10 најбољих оживљавања научнофантастичне телевизије, рекавши да „то постаје отрцано, али то није нешто што нам превише смета, углавном зато што се увек ради са таквим гуштом. Осим, можда, у епизоди пирата која је била прилично слободна област у целини.”
Међутим, критичари су славили повећане могућности да Рори буде јунак у 6. серијалу. Након емитовања епизоде „Добар човек иде у рат”, Чарли Џејн Андерс из io9 упоредио је лик Рорија са Веслијем Виндам-Прајсом (Алексис Денисов), који је у америчким телевизијским серијама Бафи, убица вампира и Ејнџел на сличан прошао кроз промену из смешног споредног лика у правог ратника. Андерс коментарише: „Одушевљени смо што Рори носи свог Веслија Виндам-Прајса. Опасни Рори је, као што смо већ приметили, потпуно опасан.” Сем Мекфирсон из Zap2it-а веровао је да је Рори имао најуочљивији развој од свих ликова у петом серијалу, еволуирајући у „уопштено угодан лик”.
Блог часописа Radio Times је посебно похвалио лик Рорија: „Као путник у ТАРДИС-у, Рори вероватно говори за публику много више него што су то говорили претходни сапутници. Наравно, сви волимо да мислимо да ћемо кренути у акцију баш као Доктор, а у ствари, ако би се придружили ексцентричном ванземаљцу на путовању кроз време и простор, вероватно би били више Рори него Роуз”. Међутим, 2015. Мајкл Хоган из The Daily Telegraph-а критиковао је општи приказ мушких сапутника у Доктору Хуу. Он је описао Рорија, поред Микија Смита (Ноел Кларк) и Денија Пинка (Семјуел Андерсон), као „у суштини сочне, слатке, помало досадне парњаке далеко надмоћнијим женама”.
Рори је проглашен за „ТВ лик године” на Virgin Media ТВ наградама 2012. године. SFX је прогласио везу Ејми и Рорија за другу најбољу романсу научне фантастике.